# Liste der Baudenkmäler in Reimlingen
Auf dieser Seite sind die Baudenkmäler in der schwäbischen Gemeinde Reimlingen zusammengestellt. Diese Tabelle ist eine Teilliste der Liste der Baudenkmäler in Bayern. Grundlage ist die Bayerische Denkmalliste, die auf Basis des Bayerischen Denkmalschutzgesetzes vom 1. Oktober 1973 erstmals erstellt wurde und seither durch das Bayerische Landesamt für Denkmalpflege geführt wird. Die folgenden Angaben ersetzen nicht die rechtsverbindliche Auskunft der Denkmalschutzbehörde.

## Baudenkmäler
| Lage                           | Objekt                               | Beschreibung | Akten-Nr.     | Bild                                 |
| ------------------------------ | ------------------------------------ | --- | ------------- | ------------------------------------ |
| Hauptstraße 2 (Standort)       | Ehemaliges Brau- und Gasthaus        | zweigeschossiger Satteldachbau mit Trauf- und Giebelgesimsen, 1741, später überformt. | D-7-79-203-3  | Ehemaliges Brau- und Gasthaus        |
| Hauptstraße 19 (Standort)      | Stadel                               | Walmdachbau, 2. Hälfte 18. Jahrhundert. | D-7-79-203-1  | Stadel                               |
| Herkheimer Straße (Standort)   | Ehemaliges Feuerwehrgerätehaus       | erdgeschossiger Satteldachbau mit Trauf- und Giebelgesims, wohl 1854. | D-7-79-203-5  | Ehemaliges Feuerwehrgerätehaus       |
| Herkheimer Straße 7 (Standort) | Katholische Filialkirche St. Stephan | Saalbau mit abgeschrägter Westseite, Walmdach, eingezogenem Rechteckchor und Turm mit Spitzhelm im nördlichen Chorwinkel, Turm im Kern 15. Jahrhundert, Chor und Schiff um 1700, um 1760 verändert; mit Ausstattung; Friedhofsmauer, im Kern 17./18. Jahrhundert; ehem. Friedhof, angelegt im 17./18. Jahrhundert. | D-7-79-203-4  | Katholische Filialkirche St. Stephan |
| Kapellenstraße 13 (Standort)   | Katholische Kapelle Maria Hilf       | Saalbau mit wenig eingezogenem, halbrunden Schluss, Dachreiter und reich gegliederter Giebelfassade mit Schweifgiebel und Vasenaufsätzen, wohl von Franz Joseph Roth, 1730; mit Ausstattung. | D-7-79-203-14 | weitere Bilder                       |
| Kirchberg 8 (Standort)         | Pfarrhaus                            | zweigeschossiger Walmdachbau mit Eingang mit Kämpferprofil und Scheitelstein sowie mit segmentbogigen Fensteröffnungen, im Kern 1780, später verändert. Pfarrstadel, Satteldachbau mit segmentbogigen Fenster-, Tür- und Toröffnungen, 1848 neu errichtet. Hofmauer, mit Fußgängerpforte, im Kern wohl um 1780. | D-7-79-203-6  | weitere Bilder                       |
| Kirchberg 10 (Standort)        | Katholische Pfarrkirche St. Georg    | Saalbau mit eingezogenem, dreiseitig geschlossenem Chor, Turm mit Rhombenhelm nördlich am Schiff und östlich Sakristei, Turmunterbau und Teile der nördlichen Schiffswand Ende 12. Jahrhundert, ansonsten Neubau wohl durch Franz Joseph Roth, 1729/30.; mit Ausstattung. Friedhofsmauer, im Kern 17./18. Jahrhundert, 1864 mit bildstockartigen Kreuzwegstationen versehen. Ölbergkapelle, auf polygonalem Grundriss durch Rundbögen geöffnetes Gehäuse mit Pilastergliederung und Traufgesims, über ehem. Beinhaus, bezeichnet 1753; mit Ausstattung. | D-7-79-203-7  | weitere Bilder                       |
| Mariannhillweg 1 (Standort)    | Ehemaliges Kleinbauernhaus           | erdgeschossiger Satteldachbau mit offenem Fachwerkgiebel, im Kern ausgehendes 18. Jahrhundert, im 19. Jahrhundert wohl verändert. | D-7-79-203-9  | weitere Bilder                       |
| Schloßstraße (Standort)        | Kapelle sog. Kerkerle                | Satteldachbau mit eingezogener Apsis, Pilaster- und Gesimsgliederung, wohl 3. Viertel 18. Jahrhundert; mit Ausstattung. | D-7-79-203-13 | weitere Bilder                       |
| Schloßstraße 1 (Standort)      | Ehemaliges Deutschordensschloss      | jetzt in Gemeindebesitz und in Teilen Rathaus: aus mehreren Gebäuden bestehende Anlage des späten 16. Jahrhunderts, im 18. Jahrhundert um- und ausgebaut: ehem. Schloss, dreigeschossiger Walmdachbau, Nordfassade mit klassizistischem Frontispiz und zwei runden Ecktürmen, runder Treppenturm im Süden, klassizistischer Zwerchgiebel im Osten, 1595 Errichtung als zweigeschossiger Bau mit Rundtürmen, 1733 - 1736 durch Franz Joseph Roth erhöht; mit Ausstattung; östlich ehem. Schlossökonomie, zweigeschossiger Satteldachbau mit einseitig abgewalmtem Dach und übergiebeltem Zwerchhaus, wohl 18. Jahrhundert, Verbindung zum Hauptbau modern; südlich ehem. Marstall, erdgeschossiger Walmdachbau mit risalitartig vortretendem Zwerchhaus und Hausteingliederung, wohl 18. Jahrhundert; im Osten und Westen drei Torpavillons, erdgeschossig mit Mansardwalmdach, das südwestliche mit einem Satteldachbau nach Süden erweitert, 1745 - 1748; dazwischen zwei Tore, jeweils pilastergerahmte Durchfahrten mit Dreiecksgiebeln, gleichzeitig; im Osten äußeres Tor, Durchfahrt zwischen Pilastern mit Dreiecksgiebel, wohl 19. Jahrhundert; Einfriedung, mit Strebepfeilern im nördlichen Teil, 1745 - 1748; nördlich Park, mit Wasserbecken, 1835 über älterer Grundlage angelegt, ab 1920 mit Exoten bepflanzt. | D-7-79-203-11 | weitere Bilder                       |
| Schloßstraße 2 (Standort)      | Seminargebäude                       | neubarocker dreigeschossiger Mansardwalmdachbau mit schmalem Seitenrisalit mit Schweifgiebel, Vorzeichen mit flachem Walmdach, 1922/23; Hauskapelle, Satteldachbau mit eingezogenem, halbrund geschlossenem Chor, kurzen Seitenarmen mit Volutengiebeln und Ecklisenen und oktogonalem Dachreiter mit Haubendach, gleichzeitig; mit Ausstattung. | D-7-79-203-12 | weitere Bilder                       |
| Solgenweg (Standort)           | Transformatorenhaus sog. Trafohäusle | Transformatorenhaus, schlanker Turm über quadratischem Grundriss mit Satteldach und Traufknoten, um 1914. | D-7-79-203-17 | Transformatorenhaussog. Trafohäusle  |

## Ehemalige Baudenkmäler
In diesem Abschnitt sind Objekte aufgeführt, die früher einmal in der Denkmalliste eingetragen waren, jetzt aber nicht mehr. Objekte, die in anderem Zusammenhang also z. B. als Teil eines Baudenkmals weiter eingetragen sind, sollen hier nicht aufgeführt werden. Aktennummern in diesem Abschnitt sind ehemalige, jetzt nicht mehr gültige Aktennummern.

| Lage                                  | Objekt   | Beschreibung               | Akten-Nr.     | Bild     |
| ------------------------------------- | -------- | -------------------------- | ------------- | -------- |
| Mariannhillweg (vor Nr. 2) (Standort) | Kruzifix | 2. Hälfte 16. Jahrhundert. | D-7-79-203-10 | Kruzifix |

## Abgegangene Baudenkmäler
In diesem Abschnitt sind Objekte aufgeführt, die früher einmal in der Denkmalliste eingetragen waren, jetzt aber nicht mehr existieren, z. B. weil sie abgebrochen wurden. Aktennummern in diesem Abschnitt sind ehemalige, jetzt nicht mehr gültige Aktennummern.

| Lage                      | Objekt               | Beschreibung                                     | Akten-Nr.    | Bild                 |
| ------------------------- | -------------------- | ------------------------------------------------ | ------------ | -------------------- |
| Hauptstraße 29 (Standort) | Ehemaliges Armenhaus | erdgeschossiger Satteldachbau, traufseitig, 1832 | D-7-79-203-2 | Ehemaliges Armenhaus |